# Kölner Ring

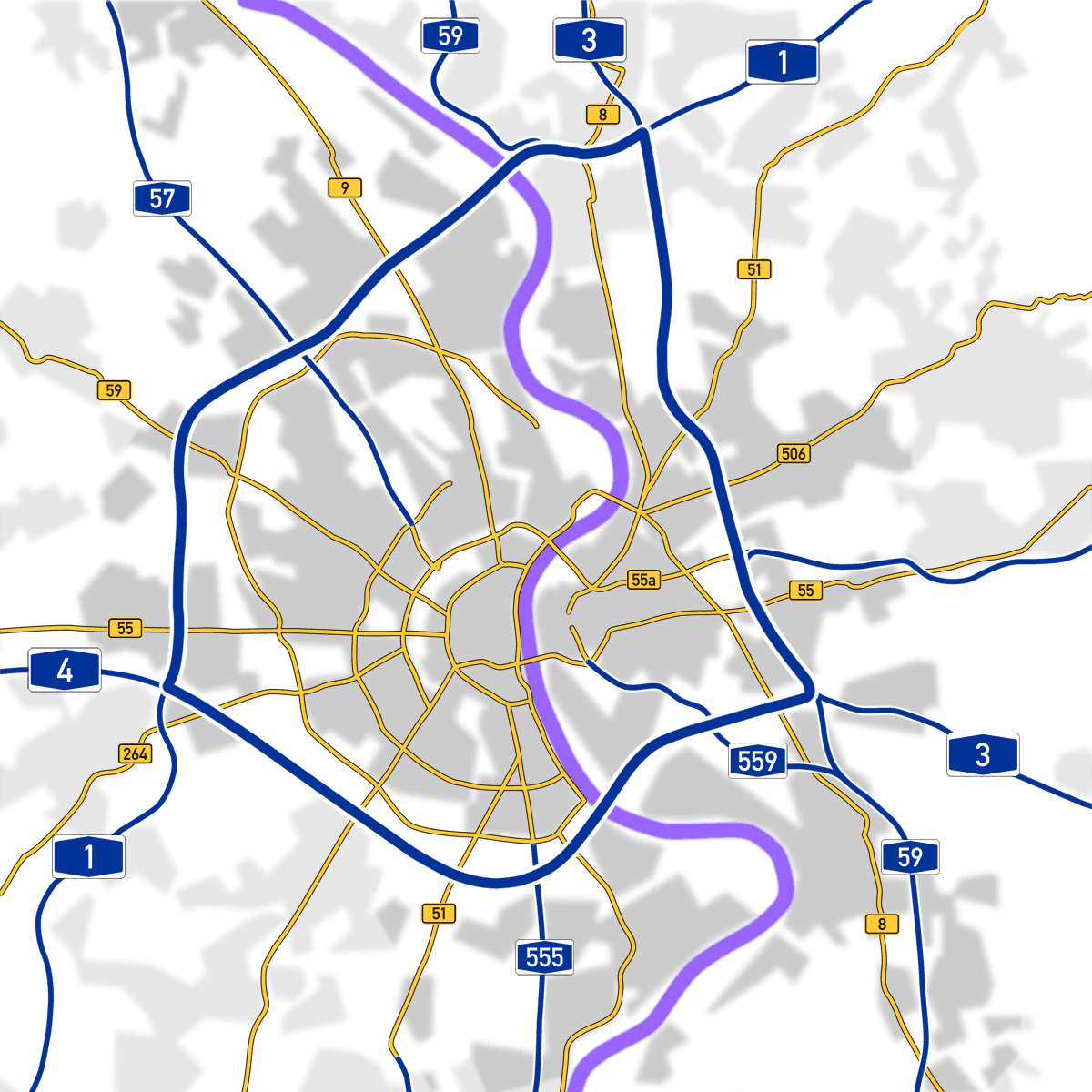
Karta över Kölner Ring som markeras med ett kraftigare sträck.

Kölner Ring är en motorväg i form av en ringled runt Köln i Tyskland. Den är 51,8 km lång. Motorvägsringen består av tre vägar A1 som bildar Nordwestring och är 19,5 km lång, A3 som bildar Ostring och är 14 km lång samt A4 som bildar Südring och är 18,3 km lång.